# 단클론 항체

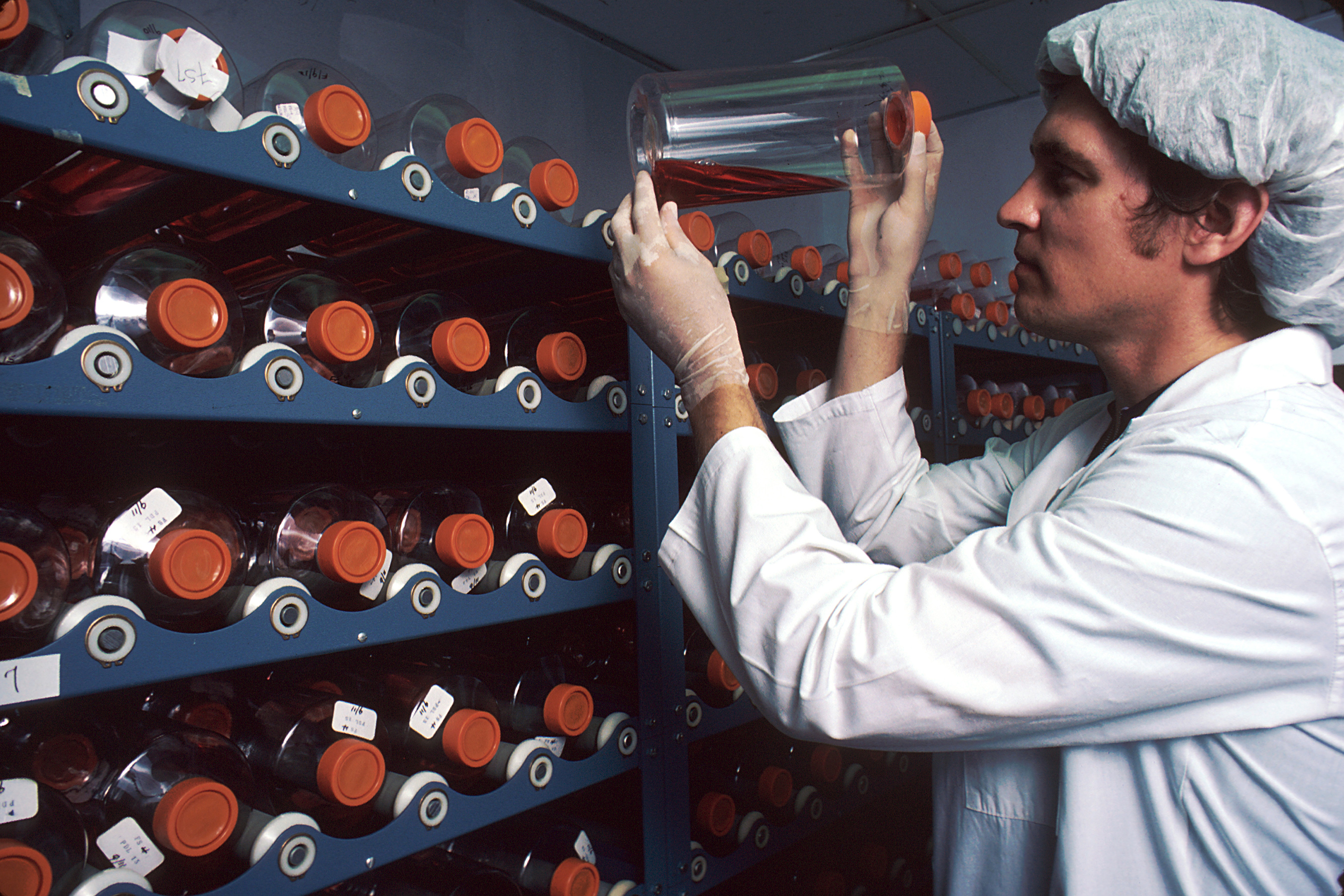

단클론항체(영어: monoclonal antibody) 또는 단일클론 항체는 단 하나의 항원 결정기에만 항체 반응을 하는 순수한 항체로, 항암제에 이 항체를 결합하여 사용하면 정상적인 세포는 손상하지 않고 치료하는 효과를 거둘 수 있다.

## 역사
1970년대 스위스 바젤연구소에서 항체를 동물을 이용하지 않고 시험관내에서 대량으로 생산할 수 있게 되었다. 이것으로 게오르게스 잔 프란츠 쾰러와 세사르 밀스테인은 1984년에 노벨 생리학·의학상을 수상하였다.

## 항체 생성
항체는 보통 외부 물질 (주로 단백질로 된 항원)을 생물체 내에 주입 체액 면역반응을 유도하여 생성이 유도되며 혈액을 채취하여 얻는다.  이런 방법은 대개 다중클론 항체이다.  체액 면역반응에서 항원은 여러 가지 에피토프로 B세포에 노출되고 이 세포를 활성시켜 항체를 만들 수 있는 플라즈마 세포로 분화시킨다.  생물체 내에서는 여러 종류의 플라즈마 세포가 각기 다른 여러 종류의 항체를 분비한다.  여기서 한 종류의 플라즈마 세포에서 만들어진 한 종류의 항체만을 단클론 항체라고 한다.

## 코로나바이러스치료제 개발
영국 정부는 단클론항체를 활용하여 신종 코로나바이러스 감염증 치료제 개발에 나섰다. 이 항체치료제는 단클론항체를 대량으로 생산해 치료제로 사용한다. 미국의사협회에 의하면 코로나치료제 관련 치료 임상시험 중 약 10%가 단클론항체를 사용하였다.

## 같이 보기
- 세포융합